# Neoechinorhynchus (Neoechinorhynchus) golvani
Neoechinorhynchus (Neoechinorhynchus) golvani is een soort haakworm uit het geslacht Neoechinorhynchus. De worm behoort tot de familie Neoechinorhynchidae. Neoechinorhynchus (Neoechinorhynchus) golvani werd in 1978 beschreven door Salgado-Maldonado.